# Challamakunte, Bangalore North
Challamakunte là một làng thuộc tehsil Bangalore North, huyện Bangalore Urban, bang Karnataka, Ấn Độ.